# 颇罗鼐

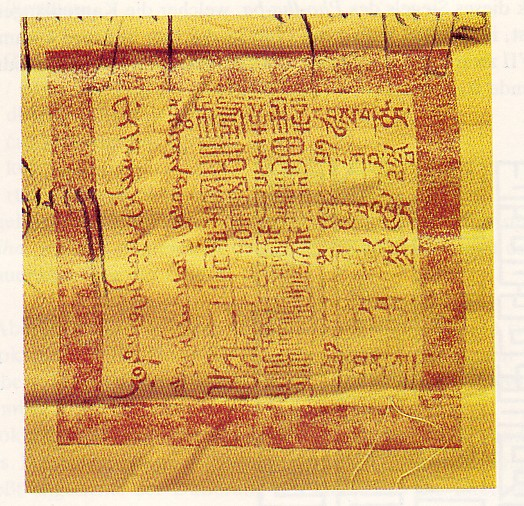
雍正帝颁给颇罗鼐的印章

颇罗鼐（藏語：མི་དབང་ཕོ་ལྷ་ནས་，威利转写：mi dbang pho lha nas，藏语拼音：Miwang Polhanai，1689年—1747年），西藏江孜人，原名琐南多结或索朗多吉（藏語：བསོད་ནམས་སྟོབས་རྒྱས，威利转写：bsod nams stobs rgyas，藏语拼音：Soinam Dobgyai），全名颇拉·索朗多吉。西藏郡王。

## 生平
康熙二十八年（藏曆第十一绕迥土蛇年八月初八，1689年）索朗多吉出生于后藏颇拉贵族（今白朗县杜琼区颇拉乡）。
清康熙末，清軍逐準噶爾，以康濟鼐、阿爾布巴、頗羅鼐等為噶倫。
雍正五年（1727年）六月中旬，噶伦阿尔布巴、隆布鼐、扎尔鼐于大昭寺顶杀死了首席噶伦康濟鼐及其妻妾随从。頗羅鼐由後藏發兵平叛，
1728年五月，頗羅鼐击败并擒获三噶伦，清廷遂使頗羅鼐主持藏內政務，同年，雍正帝下诏封頗羅鼐為固山贝子。1731年二月，雍正帝亲谕敇封颇罗鼐为贝勒。乾隆初晉封郡王。
乾隆十二年（藏历十二绕迥火兔年二月，1747年）病重逝世，其子珠尔默特那木札勒襲受父職。

## 家庭
妻：堆觉绕旦巴的小姐

## 扩展阅读
- Petech, Luciano. .   [2022-09-15]. （原始内容存档于2022-09-15）.
- 藏文《颇罗鼐传》朵噶·策仁旺杰

| 颇罗鼐        |                         |                         |
| 前任： 康濟鼐 | 西藏郡王 1727年－1747年 | 繼任： 珠尔默特那木札勒 |